# Emanuele Ruspoli
Pour les articles homonymes, voir Ruspoli.
Don Emanuele Francesco Maria Ruspoli, 1er prince de Poggio Suasa (30 janvier 1837, Rome - 29 novembre 1899, Rome), est un homme politique et un militaire italien.

## Biographie
Emanuele Ruspoli s'engage en 1859 comme volontaire militaire dans le royaume de Sardaigne, atteint le grade de capitaine et reçoit la médaille d'argent de la valeur militaire.
Il fut député et sénateur du royaume d'Italie et maire de Rome de 1878 à 1880, puis de 1892 à 1899
Il était vice-président du Club alpin italien. Son fils, Eugenio Ruspoli, explora la Somalie et l'Abyssinie. Il est le grand-père d'Emmanuelle de Dampierre, duchesse d'Anjou et de Ségovie, fille de sa fille Vittoria.